# 住吉公園 (石巻市)
住吉公園（すみよしこうえん）とは宮城県石巻市住吉町にある公園。芭蕉ゆかりの公園として知られる。

## 構造
陸側にある公園と橋を隔てて川の中にある島（雄島）との2つからなる。島の中には住吉神社があり、保原花好の句碑がある。陸側には｢袖の渡｣の石碑がある。

## 芭蕉と住吉神社
1689年（元禄2年）5月10日、芭蕉は曾良とともに石巻入りし、その日のうちに住吉神社に参詣した。奥の細道本文には｢袖のわたり、尾ぶちの牧、まのの萱はらなどよそめにみて……｣と書かれている。袖のわたりは、かつて中瀬に橋がかかる前に河口を行き来していた渡し船のこと。また随行人曾良の日記には｢住吉ノ社参詣。袖ノ渡リ、鳥居ノ前也｣とある。

## 付近
- 志賀直哉生家
- 石ノ森萬画館